# Чотири листи кохання
«Чотири листи кохання» (англ. Four Letters of Love) — британсько-ірландський драматичний фільм 2024 року, знятий режисеркою Поллі Стіл за однойменним романом 1997 року ірландського письменника Наялла Вільямса, який сам адаптував свій твір для екрана. Головні ролі у стрічці виконали Пірс Броснан, Гелена Бонем Картер і Ґебріел Бірн.
Прем'єра фільму в Україні запланована на 14 серпня 2025 року.

## Акторський склад
- Пірс Броснан — Вільям Коґлан
- Гелена Бонем Картер — Марґарет Ґор
- Ґебріел Бірн — Мюріс Ґор
- Енн Скелі — Ізабел Ґор
- Пет Шортт — Джон Фленнері
- Фіон О'Ші — Ніколас Коґлан
- Донал Фінн — Шон Ґор
- Імельда Мей — Бет Коґлан

## Виробництво
Екранізацію здійснив сам автор роману Найалл Вільямс. Оператором-постановником став Демієн Елліотт. Фільм створено студіями Cornerstone, AX1 Films, Port Pictures, London Town Films і Genesius Pictures. Продюсерами виступили Деббі Ґрей, Дуглас Каммінс і Мартіна Ніланд.
Основні зйомки відбулися у березні 2023 року в Північній Ірландії, зокрема в музеї народного побуту Ulster Folk Museum у графстві Даун, у затоці Мерлоу-Бей в графстві Антрім, а також у містечку Данфанагі в графстві Донегол в Ірландії.
У акторському складі також задіяні Пірс Броснан, Гелена Бонем Картер, Ґебріел Бірн, Енн Скелі та Пет Шортт.

## Прем'єра
Світова прем'єра відбулася на Міжнародному кінофестивалі в Дубліні у 2025 році. Фільм вийшов у кінотеатральний прокат у Великій Британії та Ірландії 18 липня 2025 року. В Україні фільм має вийти в прокат 14 серпня.

## Сприйняття

### Огляди
На сайті-агрегаторі рецензій Rotten Tomatoes лише 39% з 23 оглядів є позитивними. На сайті Metacritic фільм отримав середню оцінку 37 зі 100 на основі восьми рецензій, що свідчить про «загалом несприятливі» відгуки.
Кінокритик Ґленн Кенні з RogerEbert.com поставив фільму одну з чотирьох зірок, зазначивши: «Немає нічого кращого за хороший ірландський фільм із характером. Шкода, що “Чотири листи кохання” зовсім не схожий на такий фільм».